# 德彪西高地
德彪西高地（英語：Debussy Heights）是南極洲的高地，位於亞歷山大一世島北部，處於莫扎特山麓冰川以東，最高點是海拔高度1,300米的拉威爾峰，以法國作曲家阿希爾-克洛德·德彪西命名。
69°53′S 71°23′W / 69.883°S 71.383°W